# Adnane Tighadouini
Adnane Tighadouini (* 30. November 1992 in Ede) ist ein niederländisch-marokkanischer Fußballspieler.

## Karriere

### Verein
Tighadouini durchlief die Nachwuchsabteilungen der Vereine VV Ede, Blauw-Geel '55 und Vitesse Arnheim. Bei Letzterem wurde er 2011 in den Profikader involviert und befand sich hier bis zum Sommer 2014 unter Vertrag. Während dieser Zeit wurde er an die Vereine FC Volendam und SC Cambuur ausgeliehen. Zur Saison 2014/15 wechselte er innerhalb der Liga zu NAC Breda. Mit diesem Verein verfehlte Tighadouini zum Saisonende zwar den Verbleib in der Eredivisie, jedoch wurde er selbst mit 14 erzielten Ligatoren einer der erfolgreichsten Stürmer der Liga und der erfolgreichste Torschütze seiner Mannschaft.
Im Sommer 2015 wurde er vom spanischen Verein FC Málaga verpflichtet und für die Rückrunde der Spielzeit 2015/16 in die Türkei an den Süper-Lig-Verein Kayserispor ausgeliehen.

### Nationalmannschaft
Obwohl Tighadouini auch für die niederländischen Nationalmannschaften spielberechtigt gewesen war, entschied er sich früh für die marokkanische Nationalmannschaften zu spielen. Seine Nationalmannschaftskarriere startete er 2011 mit einem Einsatz für die marokkanische U-23-Nationalmannschaft. 2012 absolvierte er zwei Partien für die marokkanische U-20-Nationalmannschaft.
2015 debütierte er schließlich für die marokkanische Nationalmannschaft.